# Kõrtsialuse
Kõrtsialuse is een plaats in de Estlandse gemeente Viru-Nigula, provincie Lääne-Virumaa. De plaats telt 38 inwoners (2021) en heeft de status van dorp (Estisch: küla).
Kõrtsialuse hoorde tot in oktober 2017 bij de gemeente Aseri. In die maand werd Aseri bij de gemeente Viru-Nigula gevoegd.

## Geschiedenis
Kõrtsialuse werd voor het eerst genoemd in 1840 als nederzetting op het landgoed van Aseri. De nederzetting was ontstaan rond de herberg van het buurdorp Rannu en heette oorspronkelijk Ranno-Körtz (Körz is afgeleid van het Estische kõrts en betekent ‘herberg’). Rannu lag toen vlak bij Kõrtsialuse; de boerderijen van Rannu verhuisden in de loop van de 19e eeuw naar het zuidwesten.